# Tullus Hostilius
Tullus Hostilius (zemřel kolem 673–642 př. n. l.) byl legendárním třetím římským králem. Byl nástupcem Numy Pompilia a jeho nástupcem byl Ancus Marcius. Na rozdíl od svého předchůdce byl Tullus znám jako válečník, který podle římského historika Livia věřil, že mírumilovnější povaha jeho předchůdce oslabila Řím. Bylo doloženo, že vyhledával války a byl ještě bojovnější než první římský král Romulus. Líčení smrti Tulla Hostillia se liší. V mytologické verzi událostí, kterou líčí Livius, král rozhněval Jupitera, který ho poté zabil bleskem. Nemytologické zdroje popisují, že zemřel na mor.
Hlavní událostí Tullovy vlády bylo podrobení Alby Longy. Poté, co byla Alba Longa poražena (vítězstvím tří římských borců nad třemi Albány), se Alba Longa stala vazalským státem Říma.
Tullus Hostilius také ustavil sbor fetialů, který jménem Říma uzavíral všechny smlouvy.